# Raha Rastifard

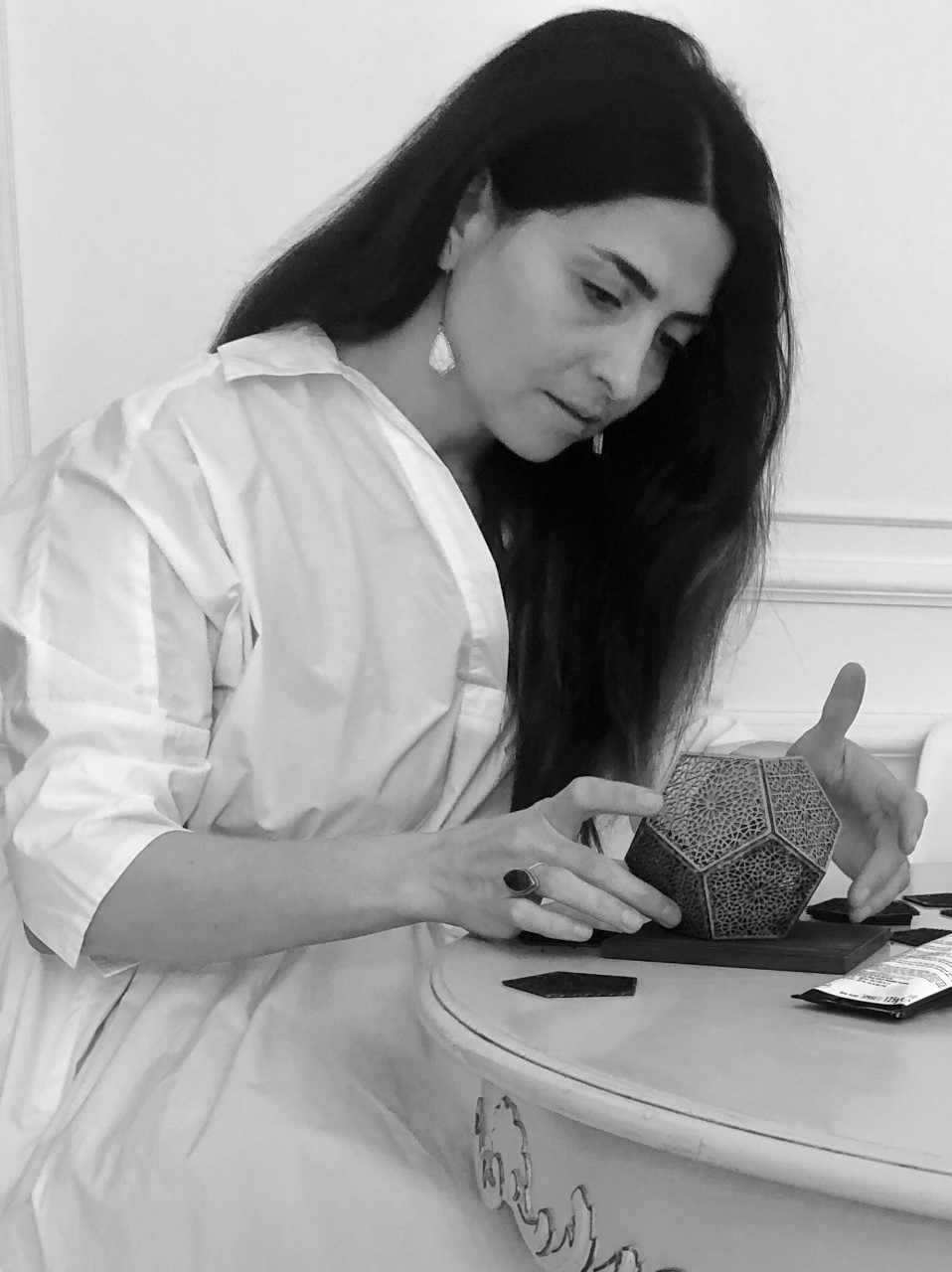
Raha Rastifard år 2019.

Raha Rastifard, född 1 februari 1974 i Iran, är en persisk-tysk samtida bildkonstnär i Stockholm.

## Biografi
Raha Rastifard är en persisk-tysk konceptuell konstnär som numera är verksam i Stockholm. Rastifard arbetar inom olika discipliner, alltifrån målning till rörlig bild, fotografi, teckningar, installationer, skulpturer och konstnärlig utsmyckning. Rastifard har en kandidatexamen i fri konst från Nationella konstuniversitet i Teheran, samt två master-examina: en i europeisk och islamsk konsthistoria och en i iranska studier från Freie Universität i Berlin. Hon har även genomgått Projektstudier i fri konst för yrkesverksamma konstnärer, avancerad nivå, på Kungliga Konsthögskolan i Stockholm.
Rastifard  har ställt ut i flera europeiska städer, bland annat Victoria and Albert Museum i London i samband med hennes nominering till Freedom to Create-pris och Pergamon Museum i Berlin. Rastifard har även ställt ut i New York, Tokyo, Delhi och Shanghai.[källa behövs]

## Offentliga verk i urval
- En hyllning till rörelse, offentlig konst i Norsborgs tunnelbanestation, 2017, Stockholm,Sverige[3][4]
- Th Aurora, Norrbyskolan, Örebro, 2017[5]
- Den hängande lotusträdgården, 2018-2019 Danderyds sjukhus Stockholm, Sverige, invigning i november 2019[6]
- Det Femte Elementet, 2020, Östergötlands museum, Linköping, Sverige[7][8][9]

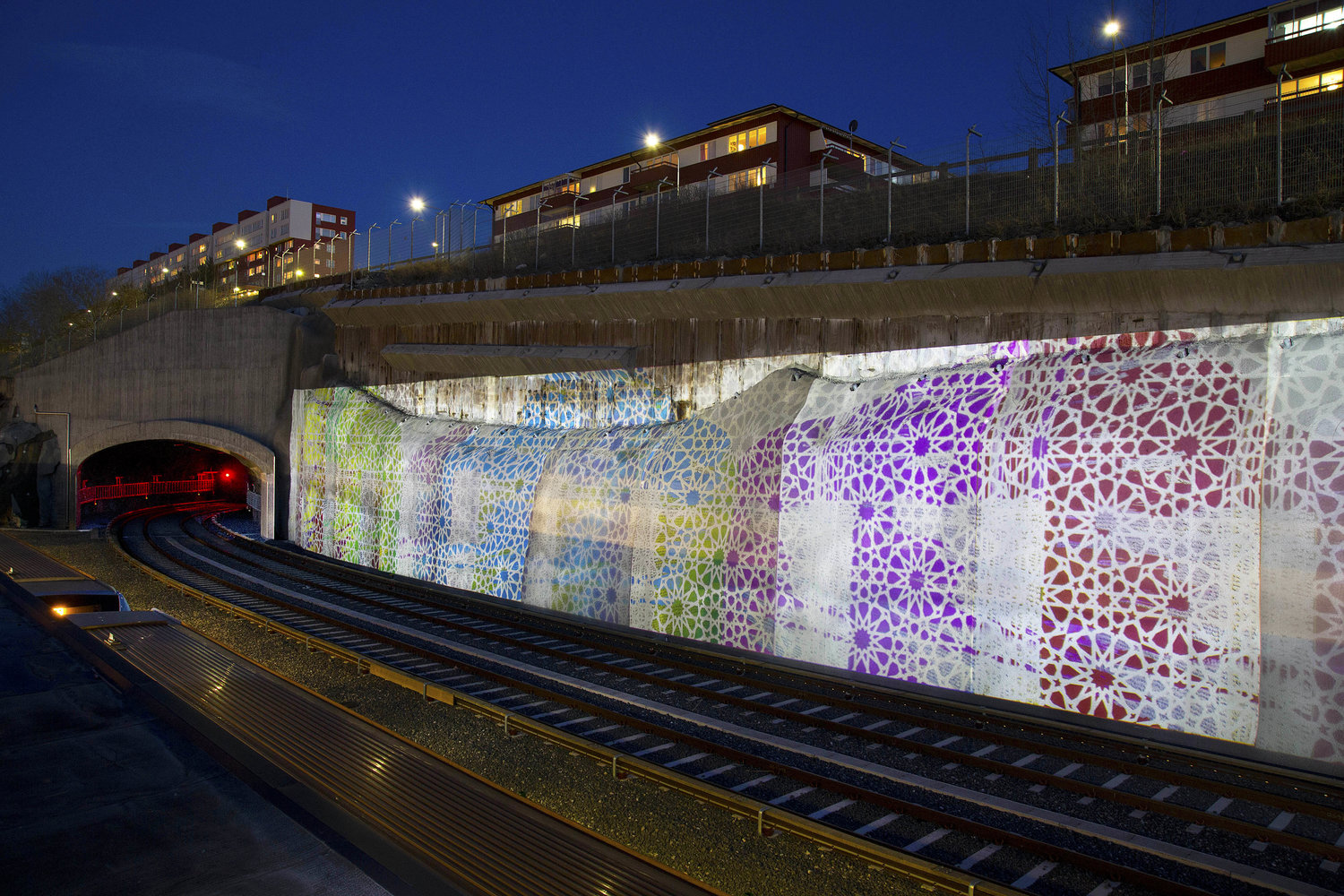
“En hyllning till rörelse“, offentlig konst i Norsborgs tunnelbanestation, 2017.
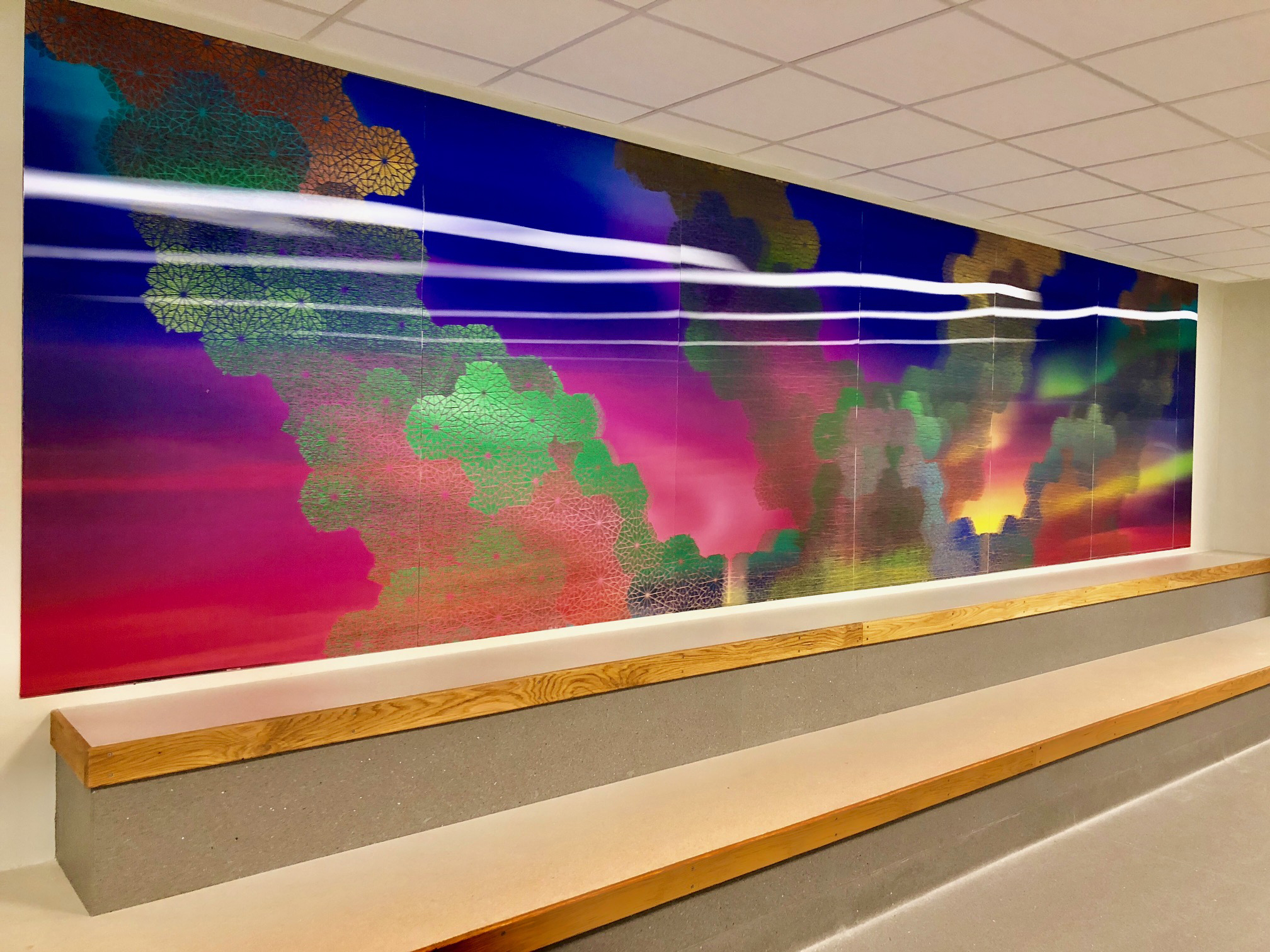
Th Aurora, Raha Rastifard, Norrbyskolan, Örebro, 2017.
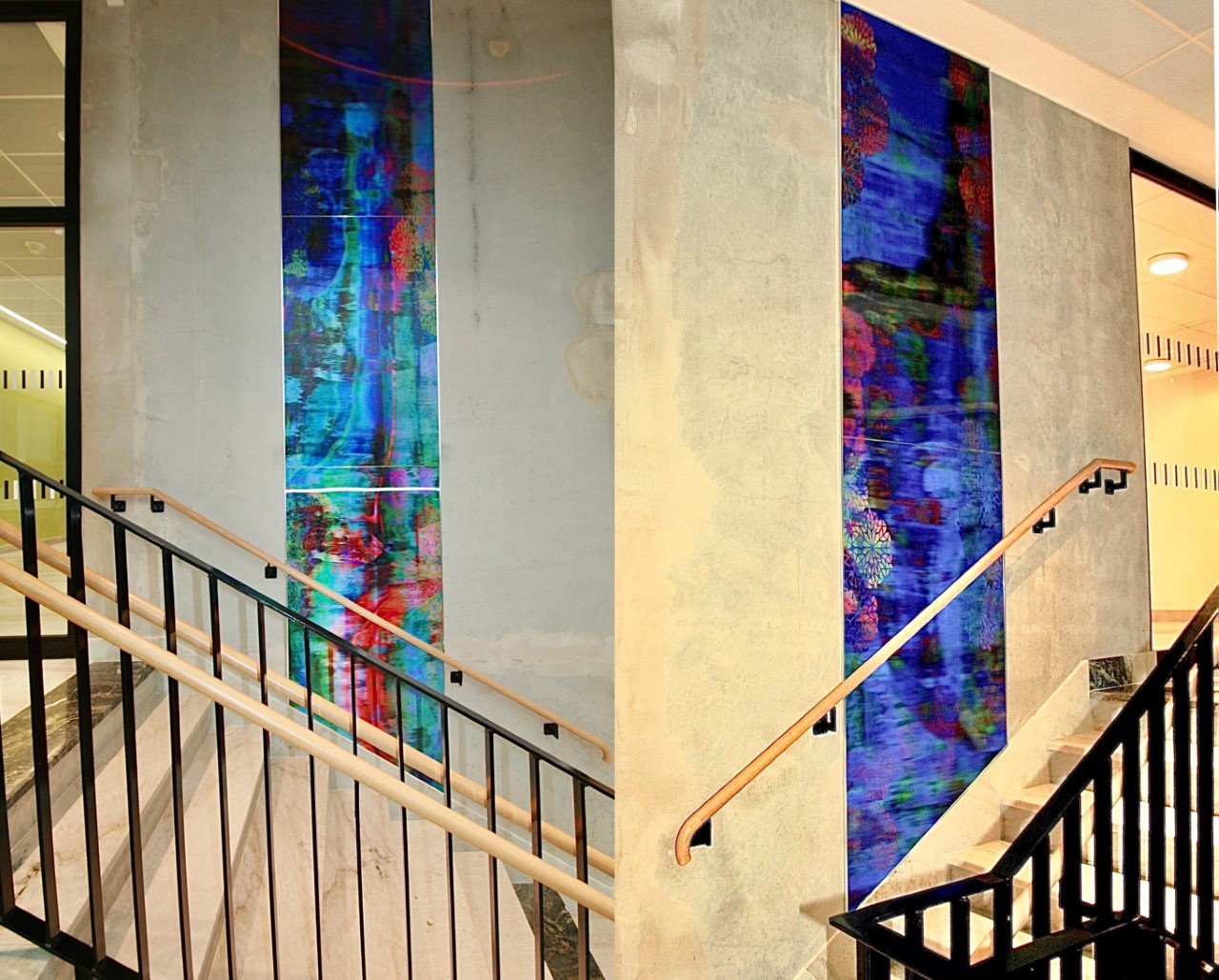
Två delar av Den hängande lotusträdgården, Raha Ratifard, 2018–2019 Danderyds sjukhus Stockholm, Sverige, 2019.
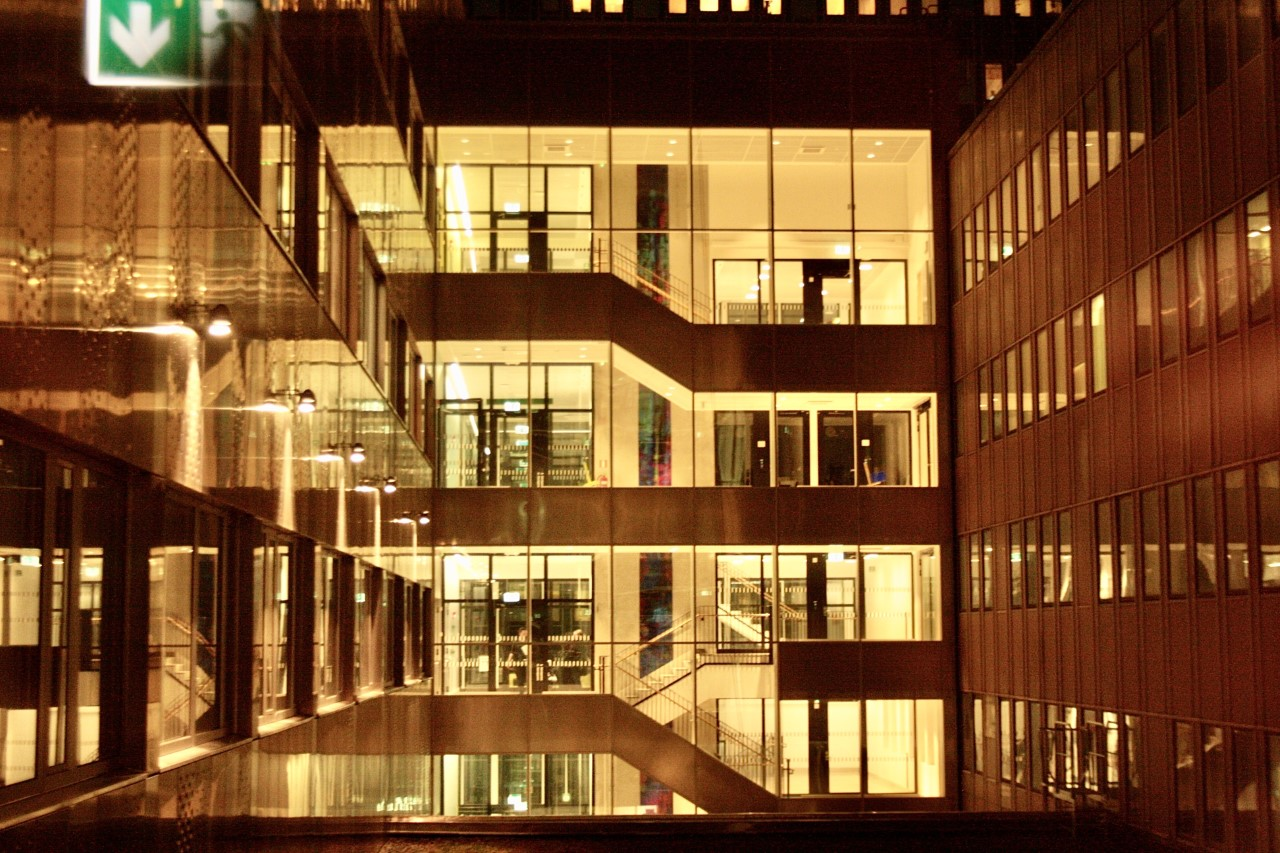
Utsikt över vänster sida av Den hängande lotusträdgården, Raha Rastifard, 2018-2019 Danderyds sjukhus Stockholm, Sverige, 2019.
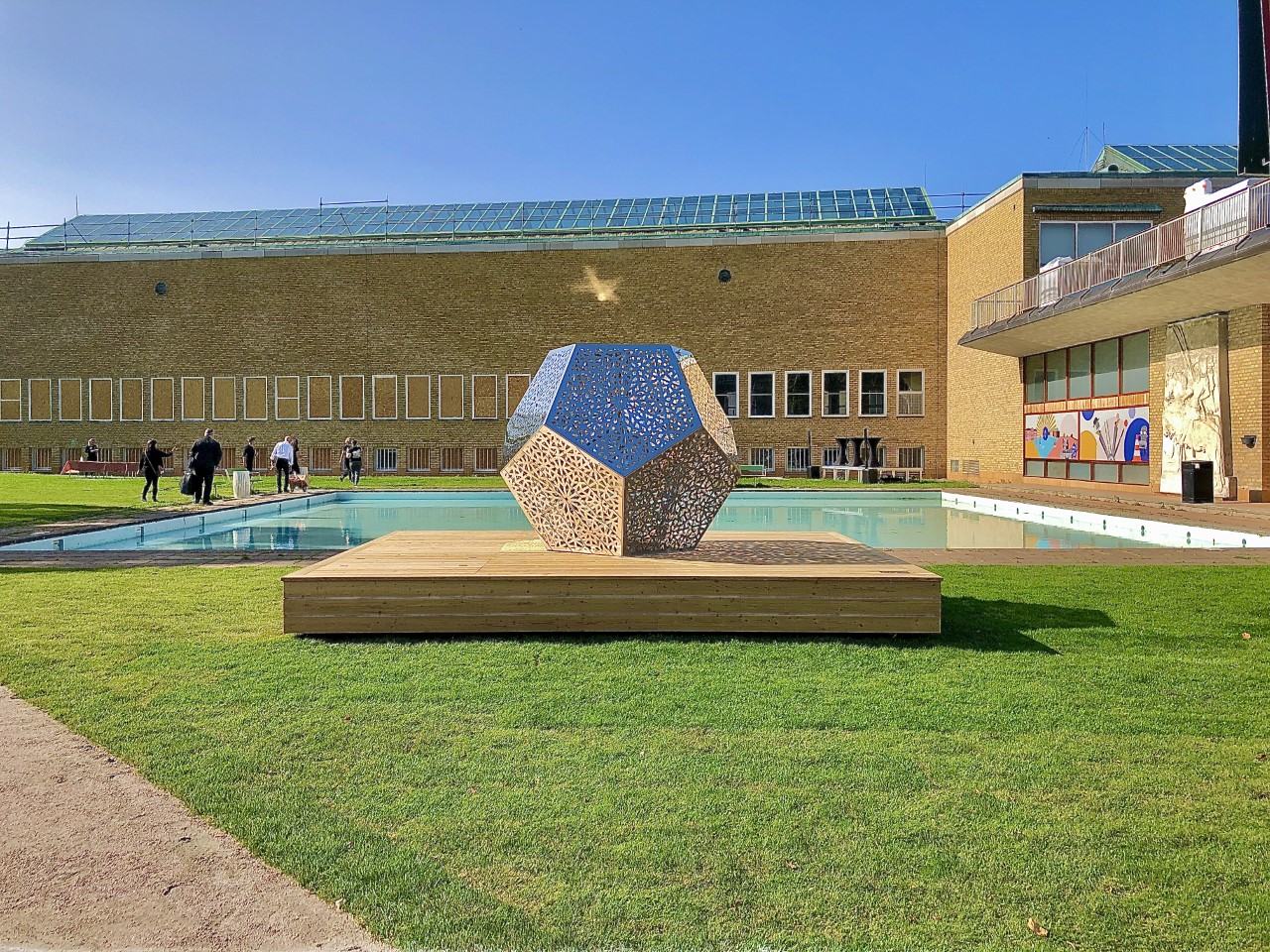
Det Femte Elementet, 2020, Östergötlands museum, Linköping, Sverige.
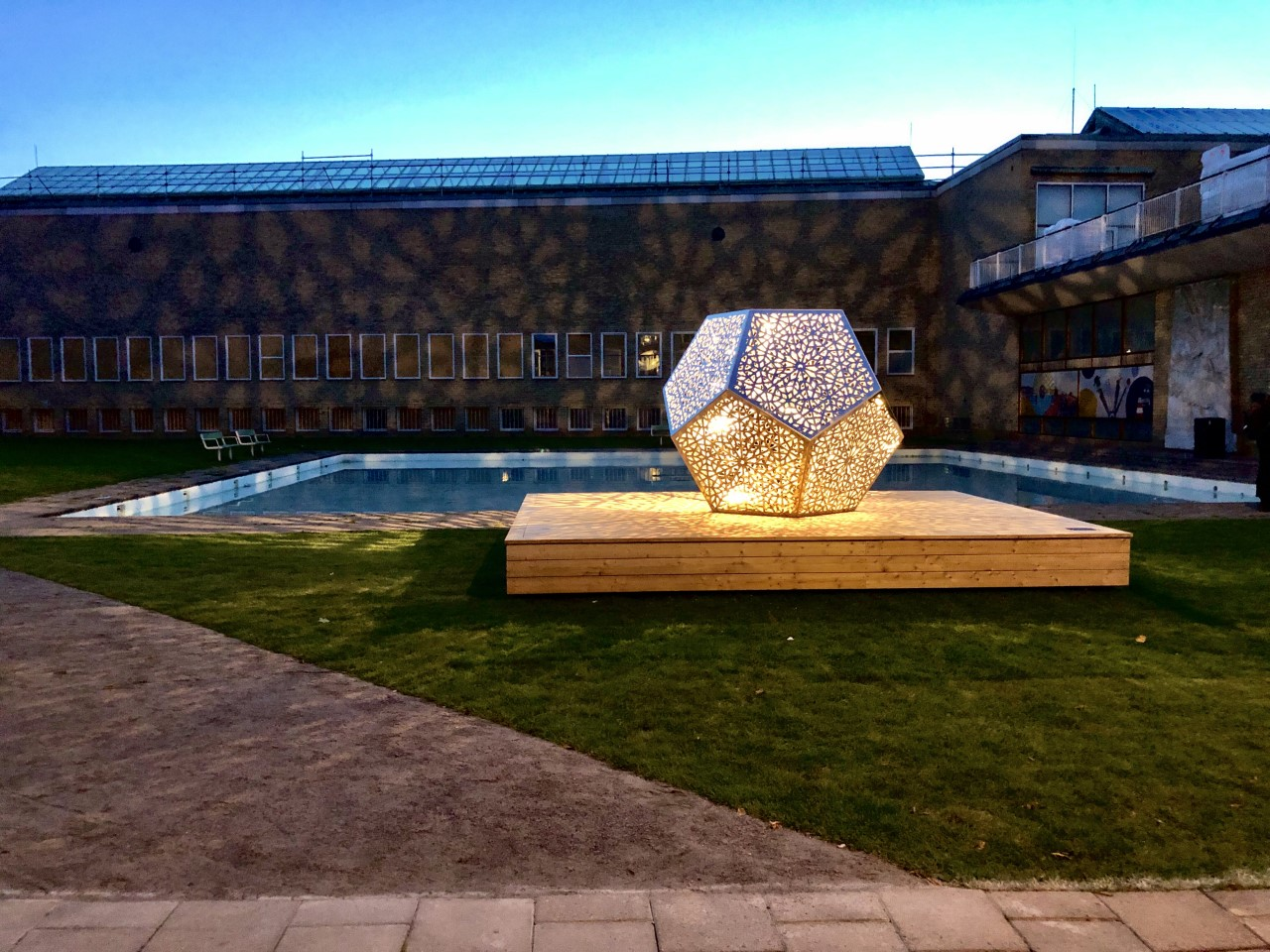
Det Femte Elementet, 2020, Östergötlands museum, Linköping, Sverige.